# Sejnfall
Sejnfall är en flagglina på ett fartyg. Ordet sejn kommer av det lågtyska sein eller engelskans sign, vilket kan härledas till latinets signum 'tecken'.